# Rosca (alimento)

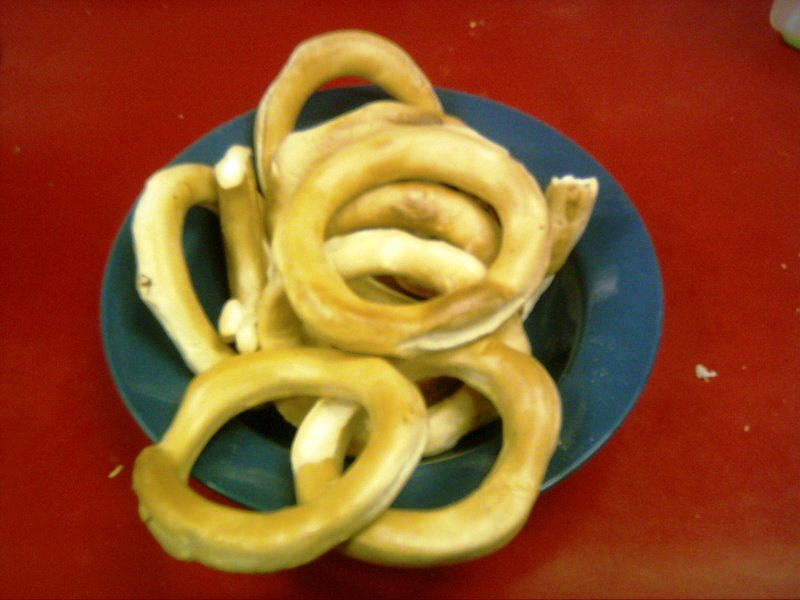
Roscas "chonchinas" de Chonchi, Chile.

Rosca (por vezes denominado rosquinha) é um bolo ou pão de origem espanhol ou português com formato anelar consumido em várias partes do mundo. Podem ser fabricadas industrilamente ou artesanalmente, podendo ser salgadas ou doces, com diversas receitas.